# Orde van de Nationale Glorie

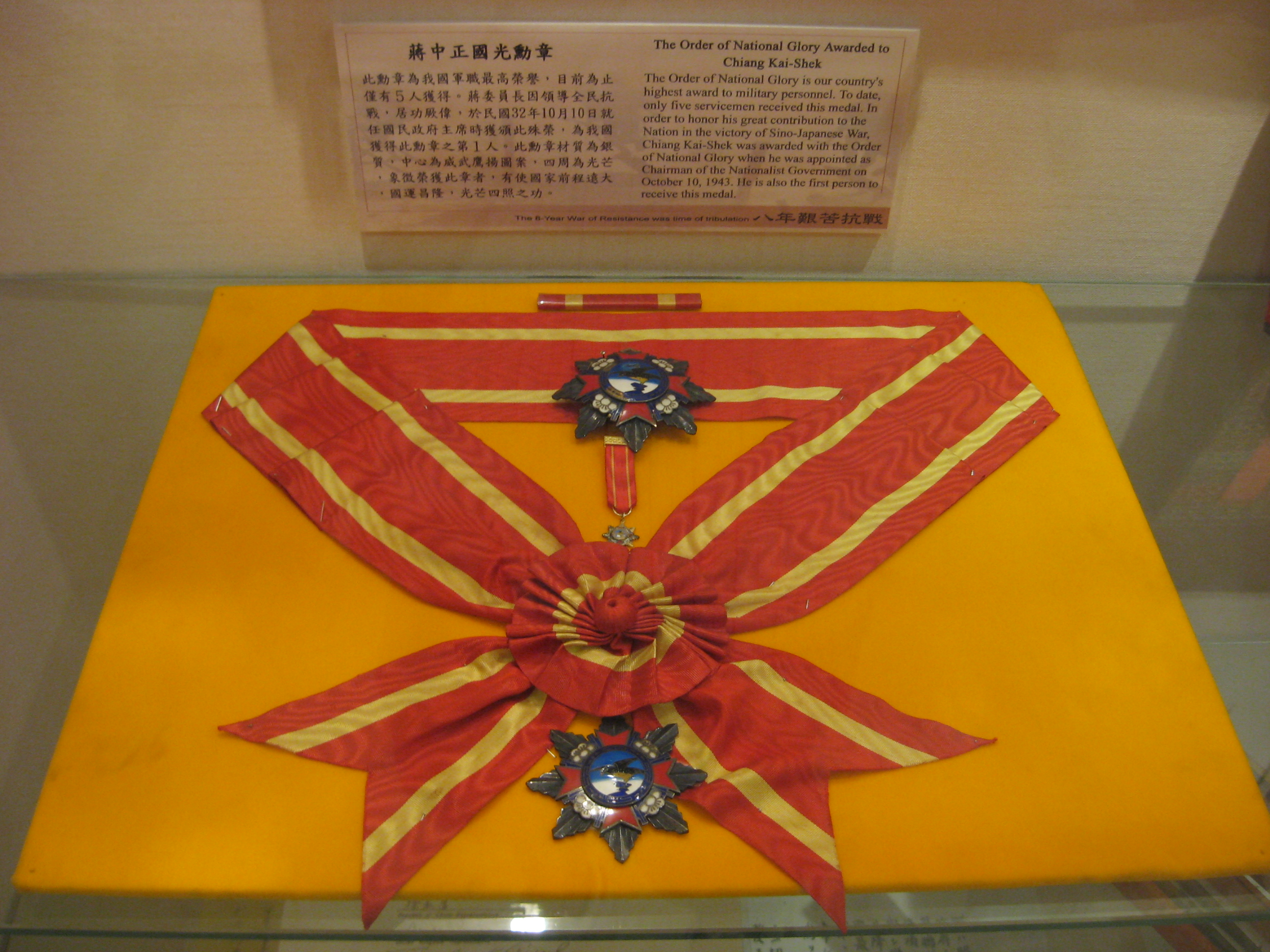
Orde van Nationale Glorie

De Orde van de Nationale Glorie werd op 8 november 1937 door de Chinese president Chiang Kai-shek ingesteld als beloning voor bijzondere verdienste voor de verdediging van de Chinese natie. Deze ridderorde kent slechts één enkele graad: Grootlint. De gedecoreerden dragen het kleinood van de orde aan een breed lint over de schouder en de ster van de orde op de linkerborst.
Toen in 1949 de verslagen Chinese regering naar Taiwan vluchtte bleef deze onderscheiding daar deel uitmaken van het decoratiestelsel van de Republiek China. De in Peking residerende regering van de Volksrepubliek China verleent deze onderscheiding niet.